# Vlasta extrusus
Vlasta extrusus är en fjärilsart som beskrevs av Felder 1867. Vlasta extrusus ingår i släktet Vlasta och familjen tjockhuvuden. Inga underarter finns listade i Catalogue of Life.